# Telewizja Republika
Telewizja Republika (ou TV Republika) est une station privée de télévision d'information et de débats ayant son siège à Varsovie (Pologne).

## Histoire
Telewizja Republika a été créée en 2012 par des personnalités issues des milieux conservateurs et traditionalistes, comme les rédacteurs de Gazeta Polska (pl). Ses émissions ont commencé effectivement en avril 2013.
Après le retour au pouvoir du PiS en 2015, beaucoup de collaborateurs de la station ont été recrutés par la télévision d'État (TVP) ou Polskie Radio (PR).
La rédactrice en chef de la station est Dorota Kania (pl) depuis 2017, succédant à Tomasz Terlikowski (pl), nommé alors directeur des programmes.

## Programmes
La station est accessible sur un nombre important de réseaux câblés en Pologne et sur plusieurs bouquets numériques polonais Cyfrowy Polsat, NC+ ainsi que par Internet dans le monde entier.
Sa grille de programme propose des rendez-vous réguliers en plateau avec notamment des chroniqueurs politiques conservateurs, des émissions économiques orientées vers les milieux d'affaires, des revues de presse, des émissions religieuses et célébrations liturgiques catholiques (dont la messe dominicale en rite tridentin et la messe matinale quotidienne depuis le sanctuaire de Jasna Góra), des émissions pour les enfants, des séquences de télé-achat.
Telewizja Republika propose également des émissions quotidiennes d'information et de prévisions météo en anglais : « Poland Daily »,  « Poland Daily - Weather » et « Poland Daily-buissnes ».
Les émissions en polonais comme en anglais sont accessibles également en différé par des chaînes YouTube.
Les parts de marché de TV Republika restent modestes et ne dépassent pas 2,5 %